# Дао Ба Ке
Дао Ба Ке (вьет. Đào Bá Kế; род. 1952, Кантхо) — вьетнамский антикоммунист, лейтенант южновьетнамской армии на последнем этапе Вьетнамской войны, боевик военно-политической организации Хоанг Ко Миня. В 1989 возглавил повстанческий рейд во Вьетнам, был взят в плен и заключён в тюрьму. Освобождён после 17 лет заключения. Проживает во Вьетнаме, высказывается против антигосударственной деятельности, в поддержку реформ «Дой Мой». Известен также как автор стихотворений.

## Южновьетнамский офицер
Родился в крестьянской семье из окрестностей Кантхо. С юности придерживался националистических и антикоммунистических взглядов. В 1975 вступил в ряды южновьетнамской армии — сопротивляться наступлению ДРВ и Вьетконга. Ускоренно окончил Военную академию сухопутных войск в Сайгоне. Получил воинское звание лейтенанта.
Последние месяцы Вьетнамской войны Дао Ба Ке служил на офицерских должностях в 1-м воздушно-десантном батальоне и 9-й пехотной дивизии. Знавшие его люди отмечали психологические особенности недавнего крестьянина, ставшего офицером — демократизм в общении, доброжелательность, склонность к юмору.
После падения Сайгона Дао Ба Ке как южновьетнамский офицер был отправлен в «лагерь перевоспитания». Сумел бежать, скрывался, и в марте 1983 перебрался из СРВ в Таиланд. Жил в лагере вьетнамских беженцев в Сикхиу (провинция Накхонратчасима).

## Повстанческий командир
В эмиграции Дао Ба Ке ориентировался на продолжение вооружённой борьбы против правящей Компартии Вьетнама. В июне 1984 Дао Ба Ке примкнул к Национальному объединённому фронту освобождению Вьетнама и Зарубежной армии освобождения Вьетнама — антикоммунистической повстанческой организации во главе с Хоанг Ко Минем. Вступил также в партию Вьеттан. Дао Ба Ке подключился к военной активности Зарубежной армии: Операции Đông Tiến — «Вперёд на Восток». Участвовал в боевых рейдах повстанцев во Вьетнам и в Лаос. Имел партизанский псевдоним Чан Куанг До.
В августовском рейде 1987, попав в окружение, покончил с собой Хоанг Ко Минь. Командование принял на себя Дао Ба Ке. Его оперативный план получил название Đông Tiến III. Он заключался в том, чтобы прорваться из Таиланда через Лаос в центральные вьетнамские провинции Куангчи и Куангнам, затем через Контум и Зялай продвинуться на юг к дельте Меконга. Расчёт при этом строился на массовое восстание вьетнамцев, особенно на Юге страны. Однако силы, находившиеся в распоряжении Дао Ба Ке, не соответствовали масштабному замыслу.
8 августа 1989 Дао Ба Ке выдвинулся на территорию Лаоса во главе подразделения из 30 бойцов — численность, эквивалентная взводу бывшей южновьетнамской армии. Отряд был остановлен соединением лаосской армии и вьетнамским спецподразделением. Дао Ба Ке попал в плен и был под конвоем доставлен во Вьетнам. Рейд Дао Ба Ке был последней вооружённой акцией Фронта и Вьеттана.

## Заключение и освобождение
13 октября 1990 суд приговорил Дао Ба Ке к пожизненному заключению. Содержался он в специальной тюрьме — «Центре изоляции V 26», расположенном в труднодоступном горном районе провинции Нгеан.
Первоначально Дао Ба Ке занимал в заключении жёсткую позицию, демонстрировал антиправительственные взгляды, конфликтовал с администрацией. Однако под морально-психологическим воздействием постепенно изменил свои взгляды и подходы. Дао Ба Ке назвал ошибочными прежние установки, поскольку «в столкновении с государством человек обречён на поражение». Он осудил также тех лидеров партии Вьеттан, которые, предоставляя рядовым активистам вести войну в джунглях, сами живут в эмиграции и предпочитают «финансовое сопротивление». Главное же заключалось в том, что Дао Ба Ке полностью поддержал политику реформ «Дой Мой» — полагая, что этот курс скорее ведёт к позитивным изменениям, нежели вооружённая борьба. В результате приговор в отношении Дао Ба Ке был пересмотрен, пожизненный срок заменён на 20-летний. В 2005 ему разрешили свидания со старшей сестрой Дао Тхи Нгует Ань.
В 2007 Дао Ба Ке был освобождён условно-досрочно. Официальные вьетнамские СМИ освещали «случай Дао Ба Ке» как пример «осознания ошибки и готовности к диалогу».
Дао Ба Ке проживает в Хаузянге, часто посещает Кантхо. Круг его общения — в основном родные и ветераны южновьетнамской армии, особенно парашютисты.
Вьетнамская политэмиграция игнорирует «раскаяние Дао Ба Ке», по умолчанию рассматривая его как вынужденное (что не очевидно). В партии Вьеттан Дао Ба Ке считается героем освободительного движения, ведётся кампания в его поддержку. Распространяются стихотворные сочинения Дао Ба Ке, основной мотив которых — борьба за освобождение Вьетнама.